# Gaurama

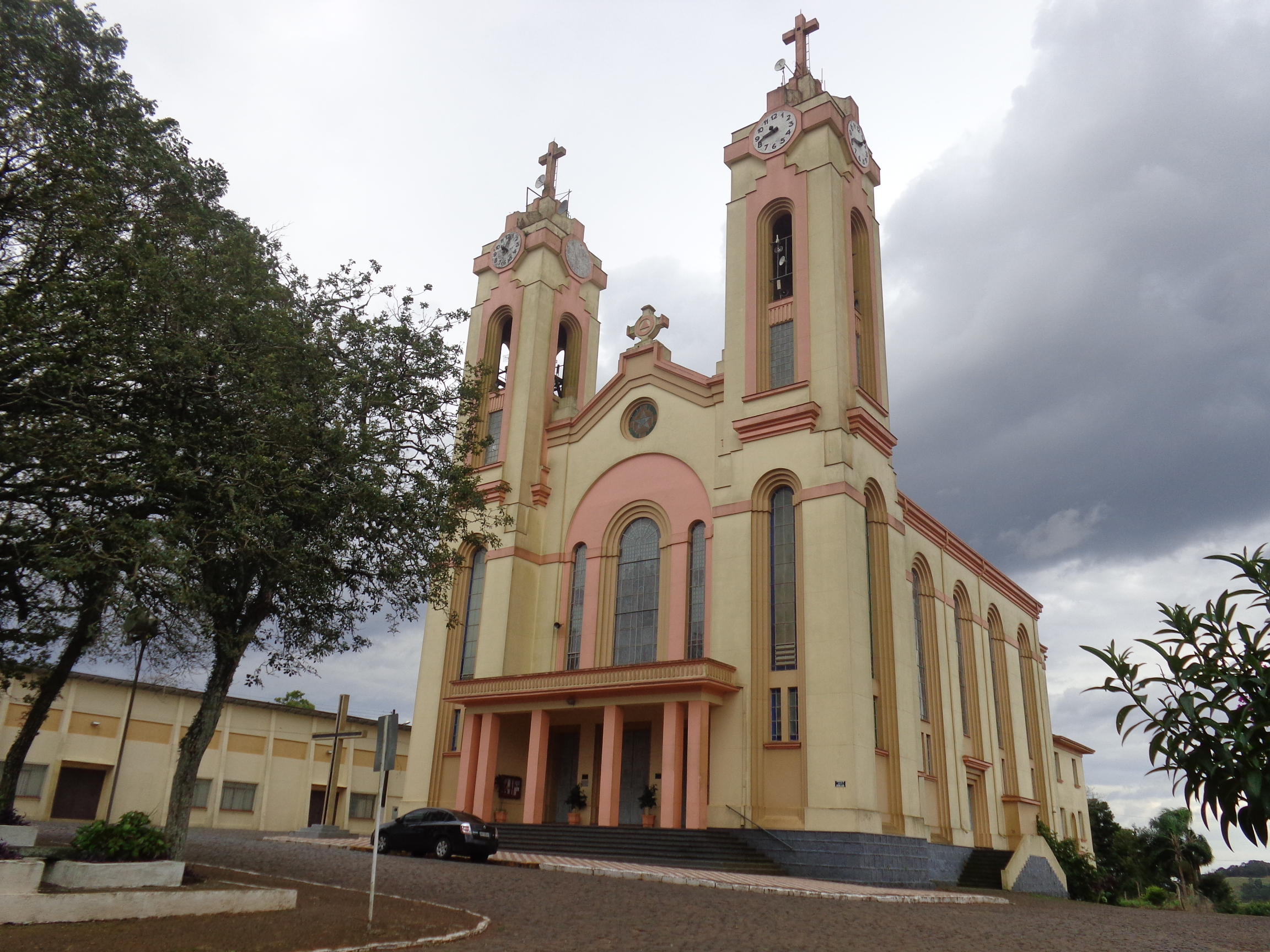
Iglesia de San Luís Gonzaga.

Gaurama es un municipio brasileño del estado de Río Grande del Sur. Su población estimada para el año 2003 era de 6491 habitantes. Ocupa una superficie de 204,1 km².

## Monumentos
- Iglesia de San Luís Gonzaga.